# Oščadnica (przystanek kolejowy)
Oščadnica – przystanek kolejowy w Oščadnicy, w kraju żylińskim, na Słowacji.
| Oščadnica                                                      |  |                                 |
| Linia 127 Żylina – Czadca – Mosty koło Jabłonkowa (273,744 km) |  |                                 |
| Krásno nad Kysucouodległość: 5,561 km                          |  | Čadca mesto odległość: 4,918 km |